# Callimoxys
Callimoxys is een kevergeslacht uit de familie van de boktorren (Cerambycidae). De wetenschappelijke naam van het geslacht werd voor het eerst geldig gepubliceerd in 1863 door Kraatz.

## Soorten
Callimoxys omvat de volgende soorten:
- Callimoxys fuscipennis LeConte, 1861
- Callimoxys gracilis (Brullé, 1832)
- Callimoxys nigrinis Hammond & Williams, 2011
- Callimoxys ocularis Hammond & Williams, 2011
- Callimoxys pinorum Casey, 1924
- Callimoxys primordialis Wickham, 1911
- Callimoxys retusifer Holzschuh, 1999
- Callimoxys sanguinicollis (Olivier, 1795)